# NBA Cup 2024
Navigation
NBA Cup 2023 NBA Cup 2025
La NBA Cup 2024 de la NBA est un tournoi de basket-ball qui se dispute pendant la saison 2024-2025 de la NBA. Il s'agit de la seconde édition du tournoi. Les 30 équipes participent, avec quatre matchs durant la saison régulière qui comptent pour le tournoi. Les demi-finales et la finale du tournoi se jouent à la T-Mobile Arena de Las Vegas.

## Tirage au sort
Les groupes sont révélés le 12 juillet 2024. Les équipes sont réparties en cinq chapeaux par conférence sur la base du classement de la saison régulière 2023-2024. Le chapeau numéro 1 contient les équipes avec les trois meilleurs classements de la saison régulière dans chaque conférence, tandis que chapeau numéro 2 contient les équipes avec les quatrième à sixième meilleurs classements et ainsi de suite, concluant avec le chapeau numéro 5, qui contenait les équipes avec les trois moins bons classements (13e à 15e),.

### Chapeaux
| Chapeau | #  | Equipe                 | Bilan | Bilan |
| Chapeau | #  | Equipe                 | V     | D     |
| ------- | -- | ---------------------- | ----- | ----- |
| 1       | 1  | Celtics de Boston      | 64    | 18    |
| 1       | 2  | Knicks de New York     | 50    | 32    |
| 1       | 3  | Bucks de Milwaukee     | 49    | 33    |
| 2       | 4  | Cavaliers de Cleveland | 48    | 34    |
| 2       | 5  | Magic d'Orlando        | 47    | 35    |
| 2       | 6  | Pacers de l'Indiana    | 47    | 35    |
| 3       | 7  | 76ers de Philadelphie  | 47    | 35    |
| 3       | 8  | Heat de Miami          | 46    | 36    |
| 3       | 9  | Bulls de Chicago       | 39    | 43    |
| 4       | 10 | Hawks d'Atlanta        | 36    | 46    |
| 4       | 11 | Nets de Brooklyn       | 32    | 50    |
| 4       | 12 | Raptors de Toronto     | 25    | 57    |
| 5       | 13 | Hornets de Charlotte   | 21    | 61    |
| 5       | 14 | Wizards de Washington  | 15    | 67    |
| 5       | 15 | Pistons de Détroit     | 14    | 68    |

| Chapeau | #  | Équipe                          | Bilan | Bilan |
| Chapeau | #  | Équipe                          | V     | D     |
| ------- | -- | ------------------------------- | ----- | ----- |
| 1       | 1  | Thunder d'Oklahoma City         | 57    | 25    |
| 1       | 2  | Nuggets de Denver               | 57    | 25    |
| 1       | 3  | Timberwolves du Minnesota       | 56    | 26    |
| 2       | 4  | Clippers de Los Angeles         | 51    | 31    |
| 2       | 5  | Mavericks de Dallas             | 50    | 32    |
| 2       | 6  | Suns de Phoenix                 | 49    | 33    |
| 3       | 7  | Pelicans de La Nouvelle-Orléans | 49    | 33    |
| 3       | 8  | Lakers de Los Angeles           | 47    | 35    |
| 3       | 9  | Kings de Sacramento             | 46    | 36    |
| 4       | 10 | Warriors de Golden State        | 46    | 36    |
| 4       | 11 | Rockets de Houston              | 41    | 41    |
| 4       | 12 | Jazz de l'Utah                  | 31    | 51    |
| 5       | 13 | Grizzlies de Memphis            | 37    | 55    |
| 5       | 14 | Spurs de San Antonio            | 22    | 60    |
| 5       | 15 | Trail Blazers de Portland       | 21    | 61    |

### Tirage au sort des groupes
Le tirage au sort des groupes a eu lieu le 12 juillet 2024 . 
| Groupe A | Groupe B | Groupe C |
| --- | --- | --- |
| Knicks de New York (2) Magic d'Orlando (5) 76ers de Philadelphie (7) Nets de Brooklyn (11) Hornets de Charlotte (13) | Bucks de Milwaukee (3) Pacers de l'Indiana (6) Heat de Miami (8) Raptors de Toronto (12) Pistons de Détroit (15) | Celtics de Boston (1) Cavaliers de Cleveland (4) Bulls de Chicago (9) Hawks d'Atlanta (10) Wizards de Washington (14) |

| Groupe A | Groupe B | Groupe C |
| --- | --- | --- |
| Timberwolves du Minnesota (3) Clippers de Los Angeles (4) Kings de Sacramento (9) Rockets de Houston (11) Trail Blazers de Portland (15) | Thunder d'Oklahoma City (1) Suns de Phoenix (6) Lakers de Los Angeles (8) Jazz de l'Utah (12) Spurs de San Antonio (14) | Nuggets de Denver (2) Mavericks de Dallas (5) Pelicans de La Nouvelle-Orléans (7) Warriors de Golden State (10) Grizzlies de Memphis (13) |

## Phase de groupes
Chaque conférence est divisée en trois groupes. Les matchs de la saison régulière joués les mardis et vendredis entre le 12 novembre et le 3 décembre 2024 comptent dans le classement de la saison régulière et dans le classement de la phase de groupe du tournoi. 

### Classements et résultats
En cas d'égalité entre deux ou plusieurs équipes dans un groupe, les critères de départage sont les suivants :
1. Confrontations entre les deux équipes dans la phase de groupe ;
2. Différence de points dans la phase de groupe ;
3. Total des points marqués dans la phase de groupe ;
4. Bilan de la saison régulière 2023-2024 ;
5. Tirage au sort.

Légende :
- Qualification pour les quarts de finale

#### Conférence Est - Groupe A
| Rang | Équipe                | %     | J | G | P | Pp  | Pc  | Diff |
| ---- | --------------------- | ----- | - | - | - | --- | --- | ---- |
| 1    | Knicks de New York    | 1.000 | 4 | 4 | 0 | 455 | 425 | 30   |
| 2    | Magic d'Orlando       | .750  | 4 | 3 | 1 | 441 | 396 | 45   |
| 3    | 76ers de Philadelphie | .500  | 4 | 2 | 2 | 408 | 411 | -3   |
| 4    | Nets de Brooklyn      | .250  | 4 | 1 | 3 | 436 | 475 | -39  |
| 5    | Hornets de Charlotte  | .000  | 4 | 0 | 4 | 406 | 439 | -33  |

#### Conférence Est - Groupe B
| Rang | Équipe              | %     | J | G | P | Pp  | Pc  | Diff |
| ---- | ------------------- | ----- | - | - | - | --- | --- | ---- |
| 1    | Bucks de Milwaukee  | 1.000 | 4 | 4 | 0 | 462 | 412 | 50   |
| 2    | Pistons de Détroit  | .750  | 4 | 3 | 1 | 447 | 440 | 7    |
| 3    | Heat de Miami       | .500  | 4 | 2 | 2 | 459 | 439 | 20   |
| 4    | Raptors de Toronto  | .250  | 4 | 1 | 3 | 413 | 430 | -17  |
| 5    | Pacers de l'Indiana | .000  | 4 | 0 | 4 | 445 | 505 | -60  |

#### Conférence Est - Groupe C
| Rang | Équipe                 | %    | J | G | P | Pp  | Pc  | Diff |
| ---- | ---------------------- | ---- | - | - | - | --- | --- | ---- |
| 1    | Hawks d'Atlanta        | .750 | 4 | 3 | 1 | 485 | 470 | 15   |
| 2    | Celtics de Boston      | .750 | 4 | 3 | 1 | 482 | 459 | 23   |
| 3    | Cavaliers de Cleveland | .500 | 4 | 2 | 2 | 480 | 450 | 30   |
| 4    | Bulls de Chicago       | .500 | 4 | 2 | 2 | 518 | 512 | 6    |
| 5    | Wizards de Washington  | .000 | 4 | 0 | 4 | 408 | 482 | -74  |

#### Conférence Ouest - Groupe A
| Rang | Équipe                    | %    | J | G | P | Pp  | Pc  | Diff |
| ---- | ------------------------- | ---- | - | - | - | --- | --- | ---- |
| 1    | Rockets de Houston        | .750 | 4 | 3 | 1 | 454 | 414 | 40   |
| 2    | Clippers de Los Angeles   | .500 | 4 | 2 | 2 | 427 | 411 | 16   |
| 3    | Timberwolves du Minnesota | .500 | 4 | 2 | 2 | 418 | 431 | -13  |
| 4    | Trail Blazers de Portland | .500 | 4 | 2 | 2 | 430 | 457 | -27  |
| 5    | Kings de Sacramento       | .250 | 4 | 1 | 3 | 429 | 445 | -16  |

#### Conférence Ouest - Groupe B
| Rang | Équipe                  | %    | J | G | P | Pp  | Pc  | Diff |
| ---- | ----------------------- | ---- | - | - | - | --- | --- | ---- |
| 1    | Thunder d'Oklahoma City | .750 | 4 | 3 | 1 | 437 | 392 | 45   |
| 2    | Suns de Phoenix         | .750 | 4 | 3 | 1 | 434 | 404 | 30   |
| 3    | Lakers de Los Angeles   | .500 | 4 | 2 | 2 | 437 | 461 | -24  |
| 4    | Spurs de San Antonio    | .500 | 4 | 2 | 2 | 446 | 443 | 3    |
| 5    | Jazz de l'Utah          | .000 | 4 | 0 | 4 | 451 | 505 | -54  |

#### Conférence Ouest - Groupe C
| Rang | Équipe                          | %    | J | G | P | Pp  | Pc  | Diff |
| ---- | ------------------------------- | ---- | - | - | - | --- | --- | ---- |
| 1    | Warriors de Golden State        | .750 | 4 | 3 | 1 | 470 | 462 | 8    |
| 2    | Mavericks de Dallas             | .750 | 4 | 3 | 1 | 493 | 447 | 46   |
| 3    | Nuggets de Denver               | .500 | 4 | 2 | 2 | 455 | 449 | 6    |
| 4    | Grizzlies de Memphis            | .250 | 4 | 1 | 3 | 464 | 475 | -11  |
| 5    | Pelicans de La Nouvelle-Orléans | .250 | 4 | 1 | 3 | 409 | 458 | -49  |

### Classement des équipes classées deuxièmes
En cas d'égalité entre deux ou plusieurs équipes, les critères de départage sont les suivants :
1. Confrontations entre les deux équipes dans la phase de groupe ;
2. Différence de points dans la phase de groupe (hors prolongation) ;
3. Total des points marqués dans la phase de groupe (hors prolongation) ;
4. Bilan de la saison régulière 2023-2024 ;
5. Tirage au sort.

| Rang | Équipe             | %    | J | G | P | Pp  | Pc  | Diff |
| ---- | ------------------ | ---- | - | - | - | --- | --- | ---- |
| 1    | Magic d'Orlando    | .750 | 4 | 3 | 1 | 441 | 396 | 45   |
| 2    | Celtics de Boston  | .750 | 4 | 3 | 1 | 482 | 459 | 23   |
| 3    | Pistons de Détroit | .750 | 4 | 3 | 1 | 447 | 440 | 7    |

| Rang | Équipe                  | %    | J | G | P | Pp  | Pc  | Diff |
| ---- | ----------------------- | ---- | - | - | - | --- | --- | ---- |
| 1    | Mavericks de Dallas     | .750 | 4 | 3 | 1 | 493 | 447 | 46   |
| 2    | Suns de Phoenix         | .750 | 4 | 3 | 1 | 434 | 404 | 30   |
| 3    | Clippers de Los Angeles | .500 | 4 | 2 | 2 | 427 | 411 | 16   |

## Phases finales
Les vainqueurs de chaque groupe se qualifient pour la phase d'élimination directe, tout comme les meilleurs seconds de chaque conférence. Les quarts de finale se joueront sur les terrains des deux meilleures équipes de chaque conférence les 10 et 11 décembre 2024. Les demi-finales ont lieu le 11 décembre 2024 et la finale a lieu le 17 décembre 2024. Les demi-finales et la finale se jouent à la T-Mobile Arena de Las Vegas.
Les quarts de finale et les demi-finales sont également considérés comme des matchs de saison régulière, ce qui affecte les positions des équipes au classement de la ligue, mais pas la finale. Les statistiques de la finale ne sont pas comptabilisées dans les totaux de la saison régulière.

### Équipes qualifiées
Les équipes sont classées en fonction de leurs performances lors de la phase de groupes. Dans chaque conférence le meilleur vainqueur de groupe affronte le meilleur deuxième et le deuxième meilleur vainqueur de groupe affrontent le troisième meilleur vainqueur. 
- Mis à jour le 29 novembre 2024.

| Rang | Équipe             | %     | J | G | P | Pp  | Pc  | Diff |
| ---- | ------------------ | ----- | - | - | - | --- | --- | ---- |
| 1    | Bucks de Milwaukee | 1.000 | 4 | 4 | 0 | 462 | 412 | 50   |
| 2    | Knicks de New York | 1.000 | 4 | 4 | 0 | 455 | 425 | 30   |
| 3    | Hawks d'Atlanta    | .750  | 4 | 3 | 1 | 485 | 470 | 15   |
|      |                    |       |   |   |   |     |     |      |
| 4    | Magic d'Orlando    | .750  | 4 | 3 | 1 | 441 | 396 | 45   |

| Rang | Équipe                   | %    | J | G | P | Pp  | Pc  | Diff |
| ---- | ------------------------ | ---- | - | - | - | --- | --- | ---- |
| 1    | Thunder d'Oklahoma City  | .750 | 4 | 3 | 1 | 437 | 392 | 45   |
| 2    | Rockets de Houston       | .750 | 4 | 3 | 1 | 454 | 414 | 40   |
| 3    | Warriors de Golden State | .750 | 4 | 3 | 1 | 470 | 462 | 8    |
|      |                          |      |   |   |   |     |     |      |
| 4    | Mavericks de Dallas      | .750 | 4 | 3 | 1 | 493 | 447 | 46   |

### Tableau
|  | Quarts de finale                     | Quarts de finale                 | Quarts de finale                 | Quarts de finale                 |                         |                         | Demi-finales                     | Demi-finales                     | Demi-finales                     | Demi-finales                     |  |  | Finale                           | Finale                           | Finale                           | Finale                           |
|  |                                      |                                  |                                  |                                  |                         |                         |                                  |                                  |                                  |                                  |  |  |                                  |                                  |                                  |                                  |
|  | 10 décembre 2024 – Milwaukee, WI     | 10 décembre 2024 – Milwaukee, WI | 10 décembre 2024 – Milwaukee, WI | 10 décembre 2024 – Milwaukee, WI |                         |                         | 14 décembre 2024 – Las Vegas, NV | 14 décembre 2024 – Las Vegas, NV | 14 décembre 2024 – Las Vegas, NV | 14 décembre 2024 – Las Vegas, NV |  |  | 17 décembre 2024 – Las Vegas, NV | 17 décembre 2024 – Las Vegas, NV | 17 décembre 2024 – Las Vegas, NV | 17 décembre 2024 – Las Vegas, NV |
|  | 10 décembre 2024 – Milwaukee, WI     | 10 décembre 2024 – Milwaukee, WI | 10 décembre 2024 – Milwaukee, WI | 10 décembre 2024 – Milwaukee, WI |                         |                         | 14 décembre 2024 – Las Vegas, NV | 14 décembre 2024 – Las Vegas, NV | 14 décembre 2024 – Las Vegas, NV | 14 décembre 2024 – Las Vegas, NV |  |  | 17 décembre 2024 – Las Vegas, NV | 17 décembre 2024 – Las Vegas, NV | 17 décembre 2024 – Las Vegas, NV | 17 décembre 2024 – Las Vegas, NV |
|  | Bucks de Milwaukee                   | Bucks de Milwaukee               | 114                              | 114                              |                         |                         | 14 décembre 2024 – Las Vegas, NV | 14 décembre 2024 – Las Vegas, NV | 14 décembre 2024 – Las Vegas, NV | 14 décembre 2024 – Las Vegas, NV |  |  | 17 décembre 2024 – Las Vegas, NV | 17 décembre 2024 – Las Vegas, NV | 17 décembre 2024 – Las Vegas, NV | 17 décembre 2024 – Las Vegas, NV |
|  | Bucks de Milwaukee                   | Bucks de Milwaukee               | 114                              | 114                              |                         |                         | 14 décembre 2024 – Las Vegas, NV | 14 décembre 2024 – Las Vegas, NV | 14 décembre 2024 – Las Vegas, NV | 14 décembre 2024 – Las Vegas, NV |  |  | 17 décembre 2024 – Las Vegas, NV | 17 décembre 2024 – Las Vegas, NV | 17 décembre 2024 – Las Vegas, NV | 17 décembre 2024 – Las Vegas, NV |
|  | Magic d'Orlando                      | Magic d'Orlando                  | 109                              | 109                              |                         |                         | 14 décembre 2024 – Las Vegas, NV | 14 décembre 2024 – Las Vegas, NV | 14 décembre 2024 – Las Vegas, NV | 14 décembre 2024 – Las Vegas, NV |  |  | 17 décembre 2024 – Las Vegas, NV | 17 décembre 2024 – Las Vegas, NV | 17 décembre 2024 – Las Vegas, NV | 17 décembre 2024 – Las Vegas, NV |
|  | Magic d'Orlando                      | Magic d'Orlando                  | 109                              | 109                              | Bucks de Milwaukee      | Bucks de Milwaukee      | 110                              | 110                              |                                  |                                  |  |  | 17 décembre 2024 – Las Vegas, NV | 17 décembre 2024 – Las Vegas, NV | 17 décembre 2024 – Las Vegas, NV | 17 décembre 2024 – Las Vegas, NV |
|  | 11 décembre 2024 – New York, NY      |                                  |                                  |                                  | Bucks de Milwaukee      | Bucks de Milwaukee      | 110                              | 110                              |                                  |                                  |  |  | 17 décembre 2024 – Las Vegas, NV | 17 décembre 2024 – Las Vegas, NV | 17 décembre 2024 – Las Vegas, NV | 17 décembre 2024 – Las Vegas, NV |
|  |                                      |                                  | Hawks d'Atlanta                  | Hawks d'Atlanta                  | 102                     | 102                     |                                  |                                  |                                  |                                  |  |  | 17 décembre 2024 – Las Vegas, NV | 17 décembre 2024 – Las Vegas, NV | 17 décembre 2024 – Las Vegas, NV | 17 décembre 2024 – Las Vegas, NV |
|  | Knicks de New York                   | Knicks de New York               | Hawks d'Atlanta                  | Hawks d'Atlanta                  | 102                     | 102                     | 100                              | 100                              |                                  |                                  |  |  | 17 décembre 2024 – Las Vegas, NV | 17 décembre 2024 – Las Vegas, NV | 17 décembre 2024 – Las Vegas, NV | 17 décembre 2024 – Las Vegas, NV |
|  | Knicks de New York                   | Knicks de New York               | 14 décembre 2024 – Las Vegas, NV |                                  |                         |                         | 100                              | 100                              |                                  |                                  |  |  | 17 décembre 2024 – Las Vegas, NV | 17 décembre 2024 – Las Vegas, NV | 17 décembre 2024 – Las Vegas, NV | 17 décembre 2024 – Las Vegas, NV |
|  | Hawks d'Atlanta                      | Hawks d'Atlanta                  | 108                              | 108                              |                         |                         |                                  |                                  |                                  |                                  |  |  | 17 décembre 2024 – Las Vegas, NV | 17 décembre 2024 – Las Vegas, NV | 17 décembre 2024 – Las Vegas, NV | 17 décembre 2024 – Las Vegas, NV |
|  | Hawks d'Atlanta                      | Hawks d'Atlanta                  | 108                              | 108                              | Bucks de Milwaukee      | Bucks de Milwaukee      | 97                               | 97                               |                                  |                                  |  |  |                                  |                                  |                                  |                                  |
|  | 10 décembre 2024 – Oklahoma City, OK |                                  |                                  |                                  | Bucks de Milwaukee      | Bucks de Milwaukee      | 97                               | 97                               |                                  |                                  |  |  |                                  |                                  |                                  |                                  |
|  |                                      |                                  | Thunder d'Oklahoma City          | Thunder d'Oklahoma City          | 81                      | 81                      |                                  |                                  |                                  |                                  |  |  |                                  |                                  |                                  |                                  |
|  | Thunder d'Oklahoma City              | Thunder d'Oklahoma City          | Thunder d'Oklahoma City          | Thunder d'Oklahoma City          | 81                      | 81                      | 118                              | 118                              |                                  |                                  |  |  |                                  |                                  |                                  |                                  |
|  | Thunder d'Oklahoma City              | Thunder d'Oklahoma City          |                                  |                                  |                         |                         |                                  |                                  |                                  |                                  |  |  |                                  |                                  |                                  |                                  |
|  | Mavericks de Dallas                  | Mavericks de Dallas              | 104                              | 104                              |                         |                         |                                  |                                  |                                  |                                  |  |  |                                  |                                  |                                  |                                  |
|  | Mavericks de Dallas                  | Mavericks de Dallas              | 104                              | 104                              | Thunder d'Oklahoma City | Thunder d'Oklahoma City | 111                              | 111                              |                                  |                                  |  |  |                                  |                                  |                                  |                                  |
|  | 11 décembre 2024 – Houston, TX       |                                  |                                  |                                  | Thunder d'Oklahoma City | Thunder d'Oklahoma City | 111                              | 111                              |                                  |                                  |  |  |                                  |                                  |                                  |                                  |
|  |                                      |                                  | Rockets de Houston               | Rockets de Houston               | 96                      | 96                      |                                  |                                  |                                  |                                  |  |  |                                  |                                  |                                  |                                  |
|  | Rockets de Houston                   | Rockets de Houston               | Rockets de Houston               | Rockets de Houston               | 96                      | 96                      | 91                               | 91                               |                                  |                                  |  |  |                                  |                                  |                                  |                                  |
|  | Rockets de Houston                   | Rockets de Houston               |                                  |                                  |                         |                         |                                  | 91                               |                                  |                                  |  |  |                                  |                                  |                                  |                                  |
|  | Warriors de Golden State             | Warriors de Golden State         | 90                               | 90                               |                         |                         |                                  |                                  |                                  |                                  |  |  |                                  |                                  |                                  |                                  |
|  | Warriors de Golden State             | Warriors de Golden State         | 90                               | 90                               |                         |                         |                                  |                                  |                                  |                                  |  |  |                                  |                                  |                                  |                                  |
|  |                                      |                                  |                                  |                                  |                         |                         |                                  |                                  |                                  |                                  |  |  |                                  |                                  |                                  |                                  |

### Quarts de finale
| 10 décembre 2024 19h00 EDT | Rapport | Magic d'Orlando 109, Bucks de Milwaukee 114            | Magic d'Orlando 109, Bucks de Milwaukee 114 | Magic d'Orlando 109, Bucks de Milwaukee 114                  |  | Fiserv Forum, Milwaukee, WI Affluence : 17 341 Arbitres : #48 Scott Foster, #33 Sean Corbin, #12 CJ Washington | TNT |
| 10 décembre 2024 19h00 EDT | Rapport | Score par quart-temps : 33-25, 26-35, 13-20, 37-34     |                                             |                                                              |  | Fiserv Forum, Milwaukee, WI Affluence : 17 341 Arbitres : #48 Scott Foster, #33 Sean Corbin, #12 CJ Washington | TNT |
| 10 décembre 2024 19h00 EDT | Rapport | Score par mi-temps : 59-60, 50-54                      |                                             |                                                              |  | Fiserv Forum, Milwaukee, WI Affluence : 17 341 Arbitres : #48 Scott Foster, #33 Sean Corbin, #12 CJ Washington | TNT |
| 10 décembre 2024 19h00 EDT | Rapport | Jalen Suggs, 32 Goga Bitadze, 14 Wendell Carter Jr., 5 | Points Rebonds Passes d.                    | Giánnis Antetokoúnmpo, 37 Bobby Portis, 10 Damian Lillard, 9 |  | Fiserv Forum, Milwaukee, WI Affluence : 17 341 Arbitres : #48 Scott Foster, #33 Sean Corbin, #12 CJ Washington | TNT |

| 10 décembre 2024 21h30 EDT | Rapport | Mavericks de Dallas 104, Thunder d'Oklahoma City 118    | Mavericks de Dallas 104, Thunder d'Oklahoma City 118 | Mavericks de Dallas 104, Thunder d'Oklahoma City 118                          |  | Paycom Center, Oklahoma City, OK Affluence : 17 724 Arbitres : #24 Kevin Scott, #45 Brian Forte, #20 Jenna Schroeder | TNT |
| 10 décembre 2024 21h30 EDT | Rapport | Score par quart-temps : 24-32, 30-25, 19-33, 31-28      |                                                      |                                                                               |  | Paycom Center, Oklahoma City, OK Affluence : 17 724 Arbitres : #24 Kevin Scott, #45 Brian Forte, #20 Jenna Schroeder | TNT |
| 10 décembre 2024 21h30 EDT | Rapport | Score par mi-temps : 54-57, 50-61                       |                                                      |                                                                               |  | Paycom Center, Oklahoma City, OK Affluence : 17 724 Arbitres : #24 Kevin Scott, #45 Brian Forte, #20 Jenna Schroeder | TNT |
| 10 décembre 2024 21h30 EDT | Rapport | Marshall, Thompson, 19 Luka Dončić, 11 Trois joueurs, 5 | Points Rebonds Passes d.                             | Shai Gilgeous-Alexander, 39 Isaiah Hartenstein, 13 Shai Gilgeous-Alexander, 5 |  | Paycom Center, Oklahoma City, OK Affluence : 17 724 Arbitres : #24 Kevin Scott, #45 Brian Forte, #20 Jenna Schroeder | TNT |

| 11 décembre 2024 19h00 EDT | Rapport | Hawks d'Atlanta 108, Knicks de New York 100        | Hawks d'Atlanta 108, Knicks de New York 100 | Hawks d'Atlanta 108, Knicks de New York 100           |  | Madison Square Garden, New York, NY Affluence : 19 812 Arbitres : #46 Ben Taylor, #68 Jacyn Goble, #9 Natalie Sago | ESPN |
| 11 décembre 2024 19h00 EDT | Rapport | Score par quart-temps : 22-28, 25-26, 34-18, 27-28 |                                             |                                                       |  | Madison Square Garden, New York, NY Affluence : 19 812 Arbitres : #46 Ben Taylor, #68 Jacyn Goble, #9 Natalie Sago | ESPN |
| 11 décembre 2024 19h00 EDT | Rapport | Score par mi-temps : 47-54, 61-46                  |                                             |                                                       |  | Madison Square Garden, New York, NY Affluence : 19 812 Arbitres : #46 Ben Taylor, #68 Jacyn Goble, #9 Natalie Sago | ESPN |
| 11 décembre 2024 19h00 EDT | Rapport | Trae Young, 22 Jalen Johnson, 15 Trae Young, 11    | Points Rebonds Passes d.                    | Josh Hart, 21 Karl-Anthony Towns, 19 Jalen Brunson, 8 |  | Madison Square Garden, New York, NY Affluence : 19 812 Arbitres : #46 Ben Taylor, #68 Jacyn Goble, #9 Natalie Sago | ESPN |

| 11 décembre 2024 21h30 EDT | Rapport | Warriors de Golden State 90, Rockets de Houston 91     | Warriors de Golden State 90, Rockets de Houston 91 | Warriors de Golden State 90, Rockets de Houston 91     |  | Toyota Center, Houston, TX Affluence : 18 055 Arbitres : #55 Bill Kennedy, #36 Brent Barnaky, #28 Mousa Dagher | TNT |
| 11 décembre 2024 21h30 EDT | Rapport | Score par quart-temps : 18-20, 19-24, 32-24, 21-23     |                                                    |                                                        |  | Toyota Center, Houston, TX Affluence : 18 055 Arbitres : #55 Bill Kennedy, #36 Brent Barnaky, #28 Mousa Dagher | TNT |
| 11 décembre 2024 21h30 EDT | Rapport | Score par mi-temps : 37-44, 53-47                      |                                                    |                                                        |  | Toyota Center, Houston, TX Affluence : 18 055 Arbitres : #55 Bill Kennedy, #36 Brent Barnaky, #28 Mousa Dagher | TNT |
| 11 décembre 2024 21h30 EDT | Rapport | Jonathan Kuminga, 20 Trois joueurs, 7 Stephen Curry, 5 | Points Rebonds Passes d.                           | Alperen Şengün, 26 Alperen Şengün, 11 Fred VanVleet, 7 |  | Toyota Center, Houston, TX Affluence : 18 055 Arbitres : #55 Bill Kennedy, #36 Brent Barnaky, #28 Mousa Dagher | TNT |

### Demi-finales
| 14 décembre 2024 18h30 EDT | Rapport | Hawks d'Atlanta 102, Bucks de Milwaukee 110        | Hawks d'Atlanta 102, Bucks de Milwaukee 110 | Hawks d'Atlanta 102, Bucks de Milwaukee 110                                  |  | T-Mobile Arena, Las Vegas, NV Affluence : 17 113 Arbitres : #10 John Goble, #23 Tre Maddox, #30 John Butler | TNT |
| 14 décembre 2024 18h30 EDT | Rapport | Score par quart-temps : 28-26, 21-29, 34-27, 19-28 |                                             |                                                                              |  | T-Mobile Arena, Las Vegas, NV Affluence : 17 113 Arbitres : #10 John Goble, #23 Tre Maddox, #30 John Butler | TNT |
| 14 décembre 2024 18h30 EDT | Rapport | Score par mi-temps : 49-55, 53-55                  |                                             |                                                                              |  | T-Mobile Arena, Las Vegas, NV Affluence : 17 113 Arbitres : #10 John Goble, #23 Tre Maddox, #30 John Butler | TNT |
| 14 décembre 2024 18h30 EDT | Rapport | Trae Young, 35 Jalen Johnson, 10 Trae Young, 10    | Points Rebonds Passes d.                    | Giánnis Antetokoúnmpo, 32 Giánnis Antetokoúnmpo, 14 Giánnis Antetokoúnmpo, 9 |  | T-Mobile Arena, Las Vegas, NV Affluence : 17 113 Arbitres : #10 John Goble, #23 Tre Maddox, #30 John Butler | TNT |

| 14 décembre 2024 22h30 EDT | Rapport | Rockets de Houston 96, Thunder d'Oklahoma City 111    | Rockets de Houston 96, Thunder d'Oklahoma City 111 | Rockets de Houston 96, Thunder d'Oklahoma City 111                      |  | T-Mobile Arena, Las Vegas, NV Affluence : 17 937 Arbitres : #19 James Capers, #3 Nick Buchert, #54 Ray Acosta | ABC |
| 14 décembre 2024 22h30 EDT | Rapport | Score par quart-temps : 20-18, 22-23, 27-34, 27-36    |                                                    |                                                                         |  | T-Mobile Arena, Las Vegas, NV Affluence : 17 937 Arbitres : #19 James Capers, #3 Nick Buchert, #54 Ray Acosta | ABC |
| 14 décembre 2024 22h30 EDT | Rapport | Score par mi-temps : 42-41, 54-70                     |                                                    |                                                                         |  | T-Mobile Arena, Las Vegas, NV Affluence : 17 937 Arbitres : #19 James Capers, #3 Nick Buchert, #54 Ray Acosta | ABC |
| 14 décembre 2024 22h30 EDT | Rapport | Amen Thompson, 19 Alperen Şengün, 11 Fred VanVleet, 7 | Points Rebonds Passes d.                           | Shai Gilgeous-Alexander, 32 Luguentz Dort, 9 Shai Gilgeous-Alexander, 6 |  | T-Mobile Arena, Las Vegas, NV Affluence : 17 937 Arbitres : #19 James Capers, #3 Nick Buchert, #54 Ray Acosta | ABC |

### Finale
| 17 décembre 2024 22h30 EDT | Rapport | Bucks de Milwaukee 97, Thunder d'Oklahoma City 81                             | Bucks de Milwaukee 97, Thunder d'Oklahoma City 81 | Bucks de Milwaukee 97, Thunder d'Oklahoma City 81                    |  | T-Mobile Arena, Las Vegas, NV Affluence : 18 519 Arbitres : Josh Tiven, Karl Lane, Justin Van Duyne | ABC |
| 17 décembre 2024 22h30 EDT | Rapport | Score par quart-temps : 27-28, 24-22, 26-14, 20-17                            |                                                   |                                                                      |  | T-Mobile Arena, Las Vegas, NV Affluence : 18 519 Arbitres : Josh Tiven, Karl Lane, Justin Van Duyne | ABC |
| 17 décembre 2024 22h30 EDT | Rapport | Score par mi-temps : 51-50, 46-31                                             |                                                   |                                                                      |  | T-Mobile Arena, Las Vegas, NV Affluence : 18 519 Arbitres : Josh Tiven, Karl Lane, Justin Van Duyne | ABC |
| 17 décembre 2024 22h30 EDT | Rapport | Giánnis Antetokoúnmpo, 26 Giánnis Antetokoúnmpo, 19 Giánnis Antetokoúnmpo, 10 | Points Rebonds Passes d.                          | Shai Gilgeous-Alexander, 21 Isaiah Hartenstein, 12 Jalen Williams, 3 |  | T-Mobile Arena, Las Vegas, NV Affluence : 18 519 Arbitres : Josh Tiven, Karl Lane, Justin Van Duyne | ABC |

## Récompenses

### Gains
Les joueurs  et entraîneurs des équipes qualifiées pour les phases finales du tournoi, reçoivent des primes à hauteur du stade de la compétition atteint. Les joueurs avec un Two-way contract ne toucheront que 50% de ces primes. Par rapport aux primes des l'an dernier, ces dernières ont augmenté d'environ 3 % et sont de   :
- 51 497$ pour chaque joueur et entraîneur éliminé en quart de finale.
- 102 994$ pour chaque joueur et entraîneur éliminé en demi-finale.
- 205 988 $ pour chaque joueur et entraîneur finaliste.
- 514 970 $ pour chaque joueur et entraîneur de l'équipe championne.